# 1228 en santé et médecine
| Années de la santé et de la médecine : 1225 - 1226 - 1227 - 1228 - 1229 - 1230 - 1231    |
| Décennies de la santé et de la médecine : 1190 - 1200 - 1210 - 1220 - 1230 - 1240 - 1250 |

Cet article présente les faits marquants de l'année 1228 en santé et médecine.

## Événements

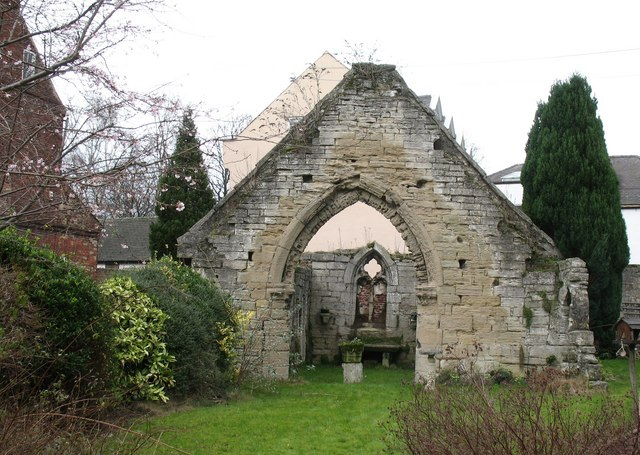
Ripon
Ruines de St. Anne's Hospital

- Fondation de l'École de médecine de Toulouse[1].

- « Élisabeth de Hongrie dédie à saint François l'hôpital qu'elle fonde à Marbourg, en Thuringe, pour les pauvres et les malades[2] ».
- Une léproserie fondée par les hospitaliers est attestée à Vétheuil, dans le Vexin[3].
- À Saint-Germain-en-Laye, dans l'actuel département des Yvelines, fondation d'une maison-Dieu  destinée à l'accueil des voyageurs et des « pauvres habitants et trépassants de la ville[4] ».
- Une maison-Dieu est mentionnée à Liverdun, près de Nancy en Lorraine, établissement qui sera refondé sous le nom d'hôpital en  1422 par Henri de Ville, évêque de Toul[5],[6].
- Dans le comté de Flandre, à Aire, actuelle rue Saint-Omer, fondation de l'hôpital Saint-Jean-Baptiste par Adam, évêque de Thérouanne[7].
- Considérable agrandissement, par une donation de Rostaing de Posquières et Aigline de Castries, de l'hôpital Saint-Éloi de Montpellier, établissement voué à l'accueil « des pauvres malades et des passants » et qui est à l'une des origines de l'actuel centre hospitalier universitaire[8].
- L'hôpital du Saint-Esprit est mentionné pour la première fois à Schwäbisch Hall, ville libre du Saint-Empire, en Souabe[9].
- À Lechlade, dans le comté de Gloucester, fondation par  Isabelle de Mortimer de l'hôpital Saint-Jean-Baptiste, confié « à un prieur et à six prêtres et frères et sœurs lais », des augustins voués à l'accueil « des pauvres et des malades[10] ».
- En Angleterre, à Salisbury, au gué sur l'Avon, près de l'actuel pont d'Harnham (en), l'évêque Robert de Bingham (en) fonde l'hôpital Saint-Nicolas, et le consacre aux soins « des malades et des infirmes[11] ».
- Avant 1228 : fondation de l'hôpital Sainte-Anne à Ripon, dans le Yorkshire du Nord en Angleterre[12].
- 1228-1229
  - À Divrigi, dans la région de Sivas en Anatolie, construction du Darush-shifa (« maison de la guérison »), hôpital attenant à la grande mosquée, fondé par Turan Melik, fille de Behram Shah et femme d'Hüsameddin Ahmed, fils de Suleyman[13].
  - Fondation de l'hôpital de la Biloque, à Gand[14].

## Décès
- Ivette de Huy (née vers 1157), une des premières béguines ; veuve vers 1181, elle se consacre au soin des lépreux à Huy dans le diocèse de Liège[15].
- Muwaffaq Al-Din Yaqub Ben Saklan (né à une date inconnue), médecin melchite « qui exerçait […] à Jérusalem dans les années 1180[16] ».
- Zhang Congzheng (né en 1156), médecin chinois, auteur du traité des Soins des confucianistes à leurs parents, fondateur de l'« école de l'attaque et de la purgation[17] ».